# Cryptosoma garthi
Cryptosoma garthi is een krabbensoort uit de familie van de Calappidae. De wetenschappelijke naam van de soort is voor het eerst geldig gepubliceerd in 1996 door Galil & Clark.